# Institut für Competitive Intelligence
Das Institut für Competitive Intelligence (ICI) wurde 2004 in Deutschland von Rainer Michaeli gegründet. Das Ziel war es, im Berufsleben stehenden Praktikern ein flexibles Ausbildungsprogramm zum zertifizierten Competitive-Intelligence-Professional zu ermöglichen. Das Ausbildungsprogramm wird auf vier Kontinenten in 14 Ländern angeboten. Die Unterrichtssprachen sind Deutsch, Englisch, Französisch und Spanisch. Insgesamt unterrichten fast 30 Lehrkräfte für das Institute for Competitive Intelligence.
Studiendirektor Rainer Michaeli verfasste das Buch Competitive Intelligence – Strategische Wettbewerbsvorteile erzielen durch systematische Konkurrenz-, Markt- und Technologieanalysen.

## Weiterbildungsprogramm
Das Weiterbildungsprogramm des Institut für Competitive Intelligence basiert auf dem Body of Knowledge in Competitive Intelligence, das von einem zehnköpfigen Gremium der Strategic and in Competitive Intelligence Professionals (SCIP – ehemals: Society of Competitive Intelligence Professionals) unter Führung von John Prescott (Vorsitz), Universität Pittsburgh, erarbeitet und 2008 veröffentlicht wurde.
Das gesamte Weiterbildungsprogramm (Certificate of Proficiency in Competitive Intelligence) besteht aus insgesamt 22 Workshops unterteilt in die Module Grundlagen, Research, Analysis, Management und Strategy. Alle Module werden auch als Einzelzertifikate angeboten. Die Breite der Kompetenzen im CI Body of Knowledge spiegelt sich in der interdisziplinären, internationalen und praxisorientierten Auswahl der Lehrkräfte des Instituts wider. Zu den Referenten gehören sowohl CI-Professionals aus Unternehmen als auch Hochschul-Professoren verschiedener Fachrichtungen.
Das Ausbildungsprogramm erhielt in der deutschsprachigen überregionalen Presse eine breite Aufmerksamkeit.
Aber auch international ist das Institut sehr erfolgreich und bietet Kurse in den USA, Indien, Brasilien, England, Frankreich, Spanien und weiteren Ländern an.

## Inhouse Trainings
Neben den offenen Workshops veranstaltet das Institut für Competitive Intelligence zahlreiche Inhouse-Trainings. Zu den Kunden gehören internationale Konzerne aber auch kleine und mittlere Betriebe.

## Konferenzen
Darüber hinaus organisiert das Institut für Competitive Intelligence seit 2009 die International Competitive Intelligence Conference. Die Konferenz findet jährlich statt und gehört europaweit zu den größten Konferenzen im Bereich Competitive Intelligence bzw. Market Intelligence.
Vergleichbare Programme mit dem Fokus Competitive Intelligence/Market Intelligence bieten die École de guerre économique (EGE) in Frankreich und die Academy for Competitive Intelligence (ACI) in den USA. Im Gegensatz zum Institut für Competitive Intelligence fokussiert die École de guerre économique dabei sehr stark auf die Themen Information Warfare und zwischenstaatlicher Wirtschaftskrieg. Die Weiterbildungsprogramme der Academy of Competitive Intelligence unterscheidet zwei Zertifizierungs-Level, die zusammen nur etwa 40 % des Umfangs des ICI-Zertifikats „Certificate of Proficiency in Competitive Intelligence“ umfassen.